# Lippo Memmi
Lippo Memmi (Siena, nono decennio del XIII secolo – Siena, 1356) è stato un pittore italiano, esponente tipico della scuola senese della prima metà del Trecento e il seguace più valido e rappresentativo di Simone Martini, di cui fu cognato.
Nel contesto senese della prima metà del XIV secolo, Lippo Memmi è uno degli autori più significativi e senz'altro la sua arte fu estremamente apprezzata in quanto rispecchiante i gusti più tipici dell'aristocratico ambiente senese dell'epoca.
Di tutti gli autori senesi oggi la critica tende forse ad apprezzare di più coloro i quali sono riusciti a distaccarsi da questi stilemi (ad esempio Ambrogio Lorenzetti) e che nella prima metà del XIV secolo non trova nessun pittore veramente in grado di esprimersi al livello di Simone Martini. Tra i suoi discepoli viene indicato Giovanni di Nicola.

## Biografia

### Formazione
La sua formazione avvenne nella bottega del padre, Memmo di Filippuccio, pittore di origine senese, a San Gimignano. Ben presto dovette accostarsi a Simone Martini, probabilmente conosciuto quando Simone fu a San Gimignano in occasione della realizzazione di una Madonna, di cui resta la sola testa, nella chiesa di San Lorenzo al Ponte (1310 ca.); da questo incontro scaturì forse la collaborazione di Lippo come apprendista alla realizzazione ad affresco della Maestà del Palazzo Pubblico di Siena, che Simone dipinse nel 1315 (e che poi restaurò nel 1321).
Databili in questa fase giovanile di Lippo sono alcuni brani di affreschi sopravvissuti alle distruzioni barocche nella chiesa di Sant'Agostino a San Gimignano: vi sono una Madonna del latte e alcune figure di santi.

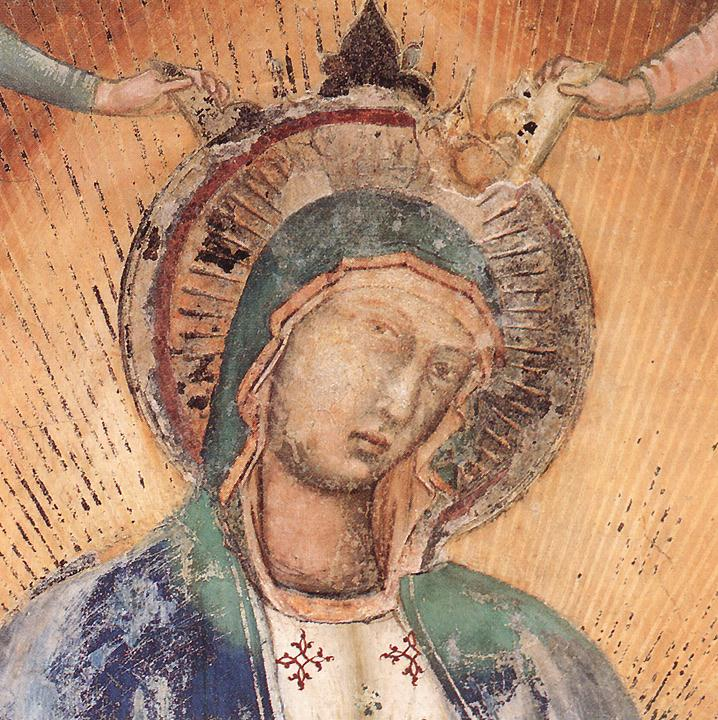
Simone Martini, La Madonna in gloria, San Gimignano, chiesa di San Lorenzo al Ponte
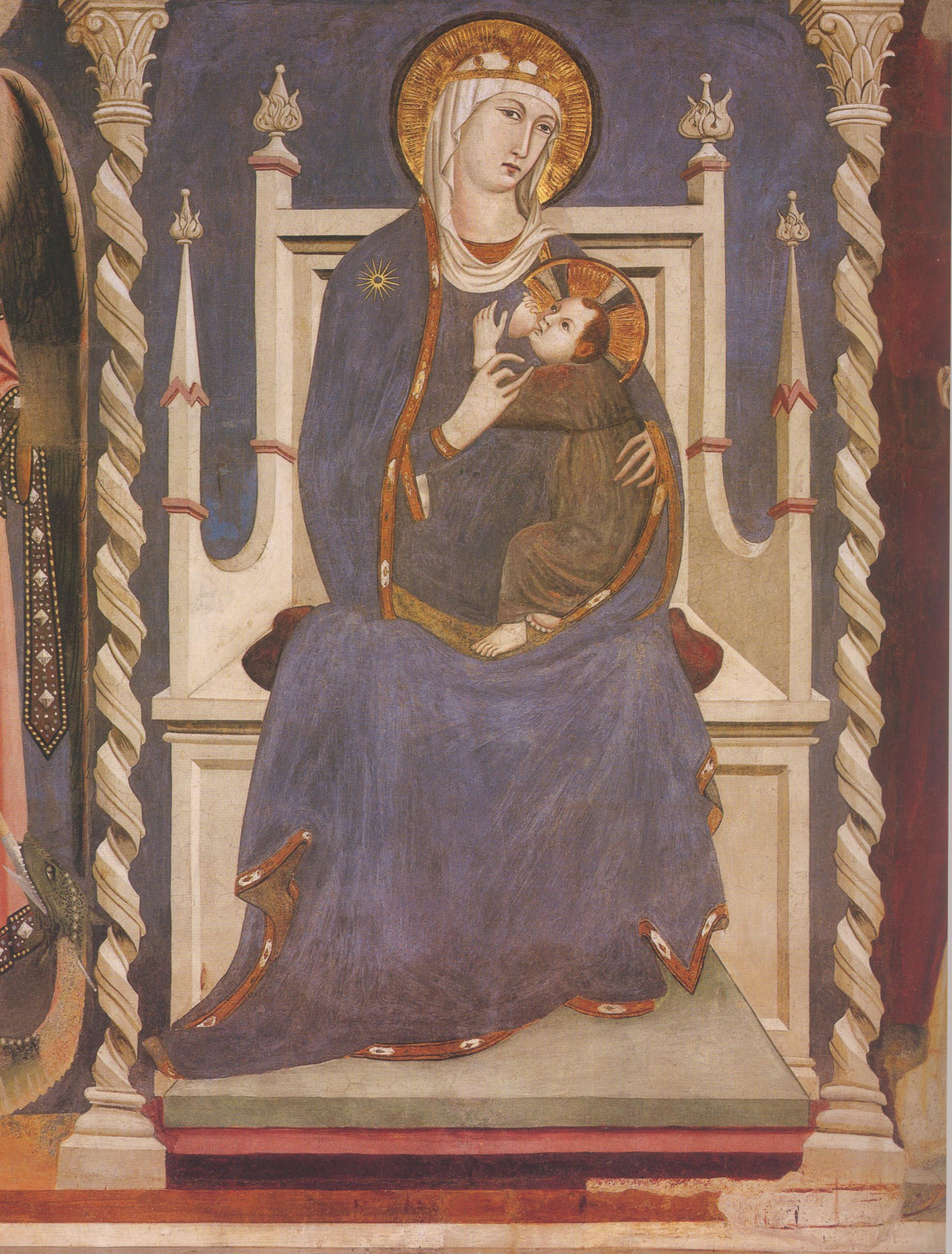
Lippo Memmi, Madonna del Latte, chiesa di Sant'Agostino

## Opere

### Maestàdi San Gimignano

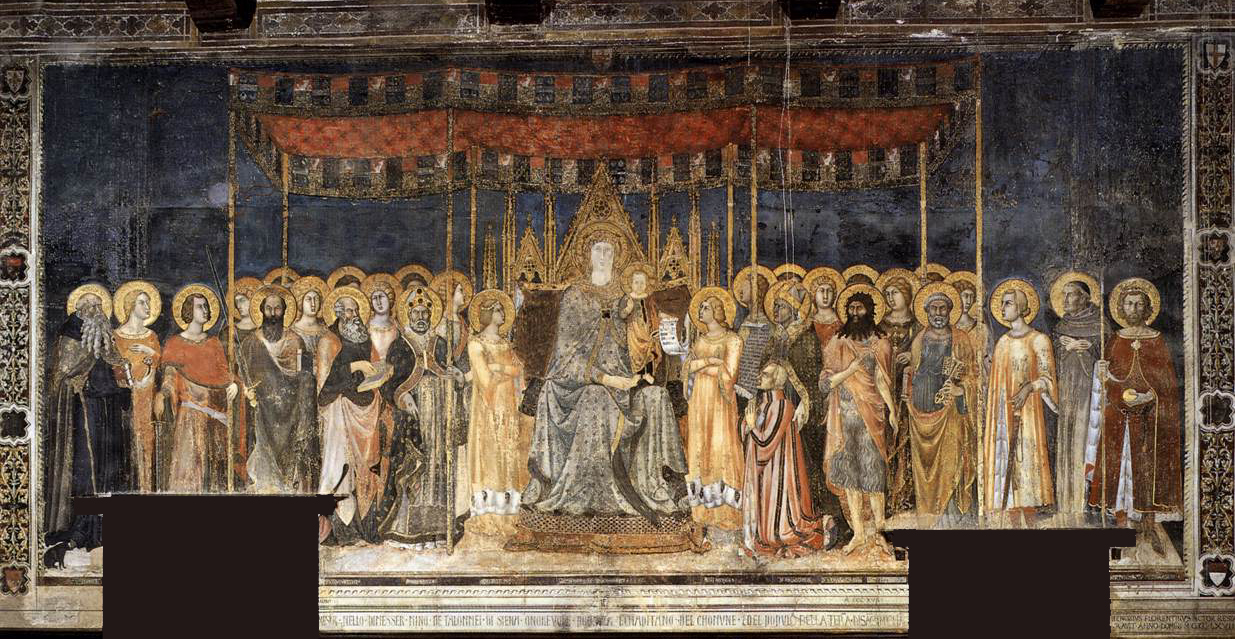
La Maestà di San Gimignano

La prima opera datata (1317) e firmata di Lippo è la Maestà di San Gimignano: si tratta di un grande affresco (cm 435 x 875), realizzato nella Sala del Consiglio del Palazzo Pubblico della città. Il fatto che l'opera venga pagata congiuntamente sia a Lippo che al padre, Memmo di Filippuccio, aveva fatto pensare che il pittore non fosse ancora maggiorenne, ma più probabilmente, al contrario, indica la raggiunta maturità artistica e professionale del giovane pittore cresciuto nella bottega paterna.
Il committente è il senese Nello di Mino Tolomei, Podestà e Capitano del Popolo di San Gimignano tra il 1317 e il 1318, il quale si fece ritrarre in primo piano, inginocchiato ai piedi della Madonna.
Questa opera deve moltissimo alla Maestà che Simone Martini aveva affrescato nel Palazzo Pubblico di Siena, sia per la composizione generale (la Madonna in trono al centro con due fitte schiere di angeli e santi ai lati), che per il grande baldacchino sorretto da aste. Da Simone è ripresa anche l'idea innovativa di decorare le aureole dei santi con le punzonature a stampino.
Quattro figure, le ultime due a destra e a sinistra furono realizzate da Bartolo di Fredi, nel 1367, anno in cui dipingeva anche nella collegiata le Storie del Vecchio Testamento. Un ulteriore intervento di restauro fu effettuato da Benozzo Gozzoli, riprendendo i piedi dei santi al di sopra delle due porte e ritoccando l'azzurro del cielo.

### Altre opere
Fu uno degli autori impegnati nel cantiere del duomo di Orvieto (come diversi altri senesi) dove realizzò la straordinaria tavola con la Madonna della Misericordia o Madonna dei Raccomandati, databile entro il 1320: il pittore ha firmato l'opera sul gradino ai piedi della Madonna, benché vi si possa notare anche la mano di almeno un altro collaboratore che ha realizzato i devoti genuflessi.
Intorno al 1330, anche se non tutti concordano - c'è chi proporrebbe una datazione verso il 1325 - Lippo dipinse per la Basilica di Santa Maria dei Servi a Siena una Madonna con Bambino, detta la Madonna del Popolo, oggetto di grande venerazione, ora alla Pinacoteca Nazionale di Siena. Sul bordo inferiore della cornice possiamo leggere  "LIPPUS MEMI [ME] PINXIT". Si tratta di una delle sue opere più raffinate.
Assieme al Martini nel 1333 dipinse uno dei capolavori gotici del XIV secolo, l'Annunciazione (ora conservata agli Uffizi), in cui già traspare l'aristocratica finezza e delicatezza che porterà Siena ed i suoi pittori ad essere uno dei massimi centri europei del Gotico Internazionale.
Successivamente realizza un Trionfo di san Tommaso d'Aquino per il Convento di Santa Caterina a Pisa, dove tutt'oggi si trova. Questo Convento godeva di enorme considerazione tra Due e Trecento ed era uno dei centri culturali più prestigiosi dell'Ordine domenicano grazie all'importante studium la cui istituzione veniva ricondotta allo stesso san Tommaso d'Aquino. Il Santo è raffigurato al centro della scena, seduto in gloria, mentre mostra un testo con l'incipit della sua Summa contra gentiles.

Annunciazione, 1333, Firenze, Galleria degli Uffizi
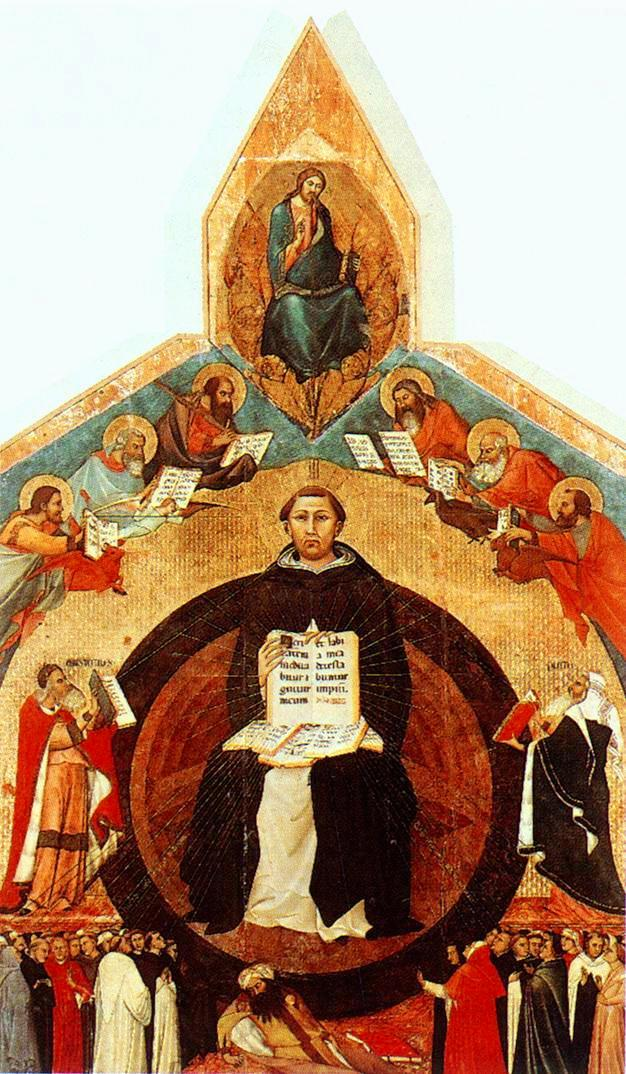
Apoteosi di San Tommaso d'Aquino, Pisa, Chiesa di Santa Caterina

### Storie del Nuovo Testamentonella Collegiata a San Gimignano
Per lungo tempo il ciclo delle Storie di Cristo è stato attribuito a Barna, che Lorenzo Ghiberti per primo aveva citato nei suoi Commentarii, storpiando quello di Bartolo di Fredi, pittore che effettivamente aveva lavorato nella Collegiata nel 1367, ma nelle Storie del Vecchio Testamento.
(Lorenzo Ghiberti, I Commentari, III, 1.)
Giorgio Vasari già nella prima edizione delle sue Vite (1550) identificò un tal Berna Sanese, ovvero Bernardo, come l'autore delle Storie del Vecchio Testamento (ma delle Storie del Nuovo Testamento nell'edizione del 1568), riprendendo qualche dato biografico e artistico dal Ghiberti e aggiungendo che durante la realizzazione dell'opera nel 1381 cadde dai ponteggi e morì due giorni dopo.
BERNARDO SENENSI PICTORI IN PRIMIS ILLVSTRI QVI DVM NATVRAM DILIGENTIVS IMITATVR QVAM VITAE SVAE CONSVLIT DE TABVLATO CONCIDENS DIEM SVVM OBIIT GEMINIANENSES HOMINIS DE SE OPTIME MERITI VICEM DOLENTES POSVERVNT.
Furono le opere del Berna Sanese nel MCCCLXXXI.»
(Giorgio Vasari, Le Vite)
Da qui l'origine dell'equivoco.
Gli affreschi con le Storie del Nuovo Testamento, finalmente assegnate a Lippo e alla sua bottega (nella quale grande rilevanza doveva avere il fratello Federico), sono state per anni attribuite (sulla scorta delle equivoche affermazioni di Ghiberti e di Vasari) ad un certo Barna da Siena, figura priva di alcun riscontro storico. 
Solo di recente il ciclo è stato cronologicamente arretrato al periodo compreso tra il 1335 e il 1345 e attribuito alla collaborazione tra Lippo Memmi, succeduto al padre Memmo nel ruolo di Pictor civicus a San Gimignano, e al fratello Federico (o Tederico).
Gli affreschi sono distribuiti su tre fasce orizzontali nelle sei campate della navata. La lettura degli episodi è quasi interamente bustrofedica: le storie dell'infanzia di Cristo sono nella fascia più alta, contenuta nelle sei lunette.

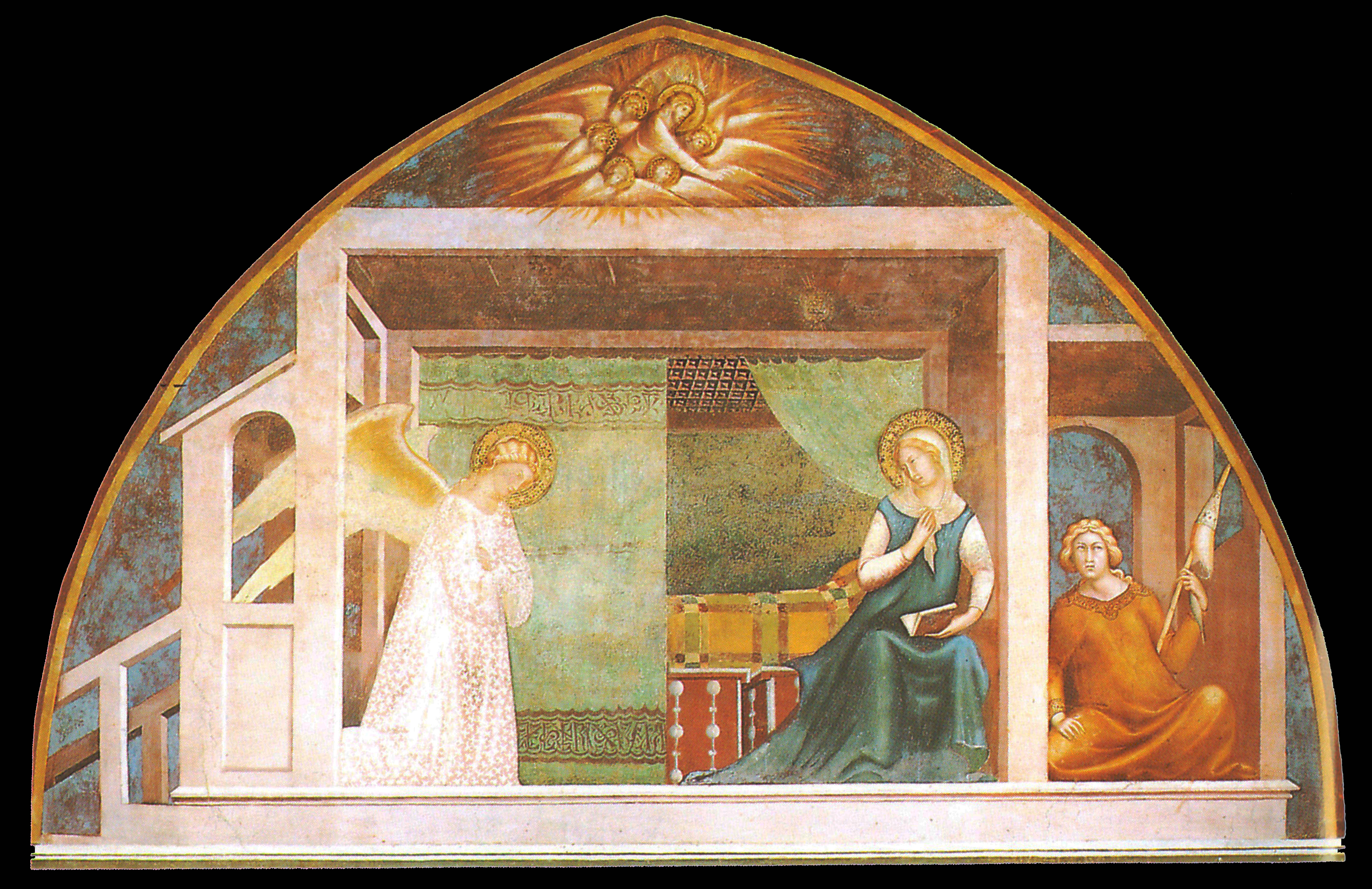
Annunciazione
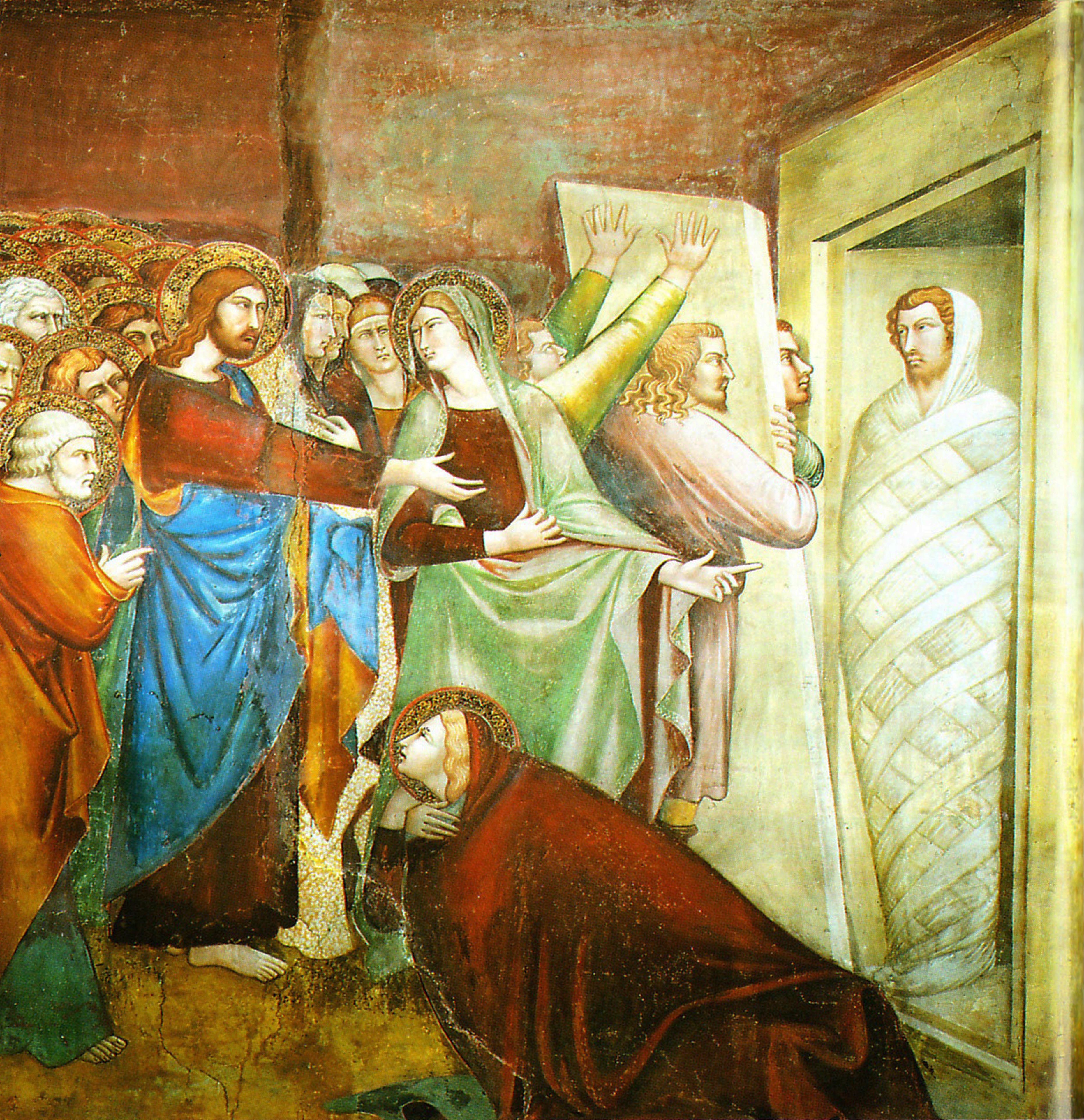
Resurrezione di Lazzaro
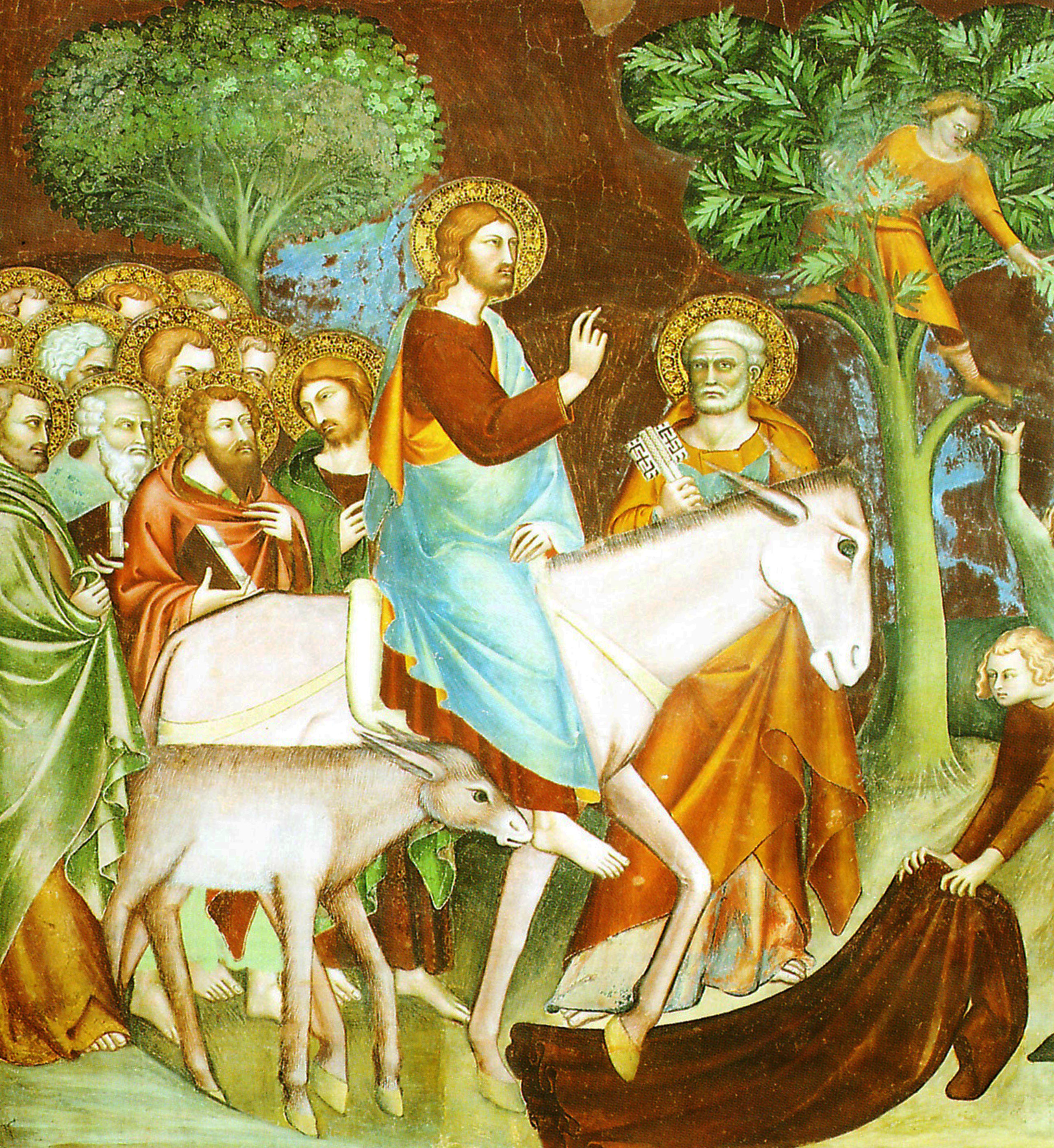
Ingresso a Gerusalemme
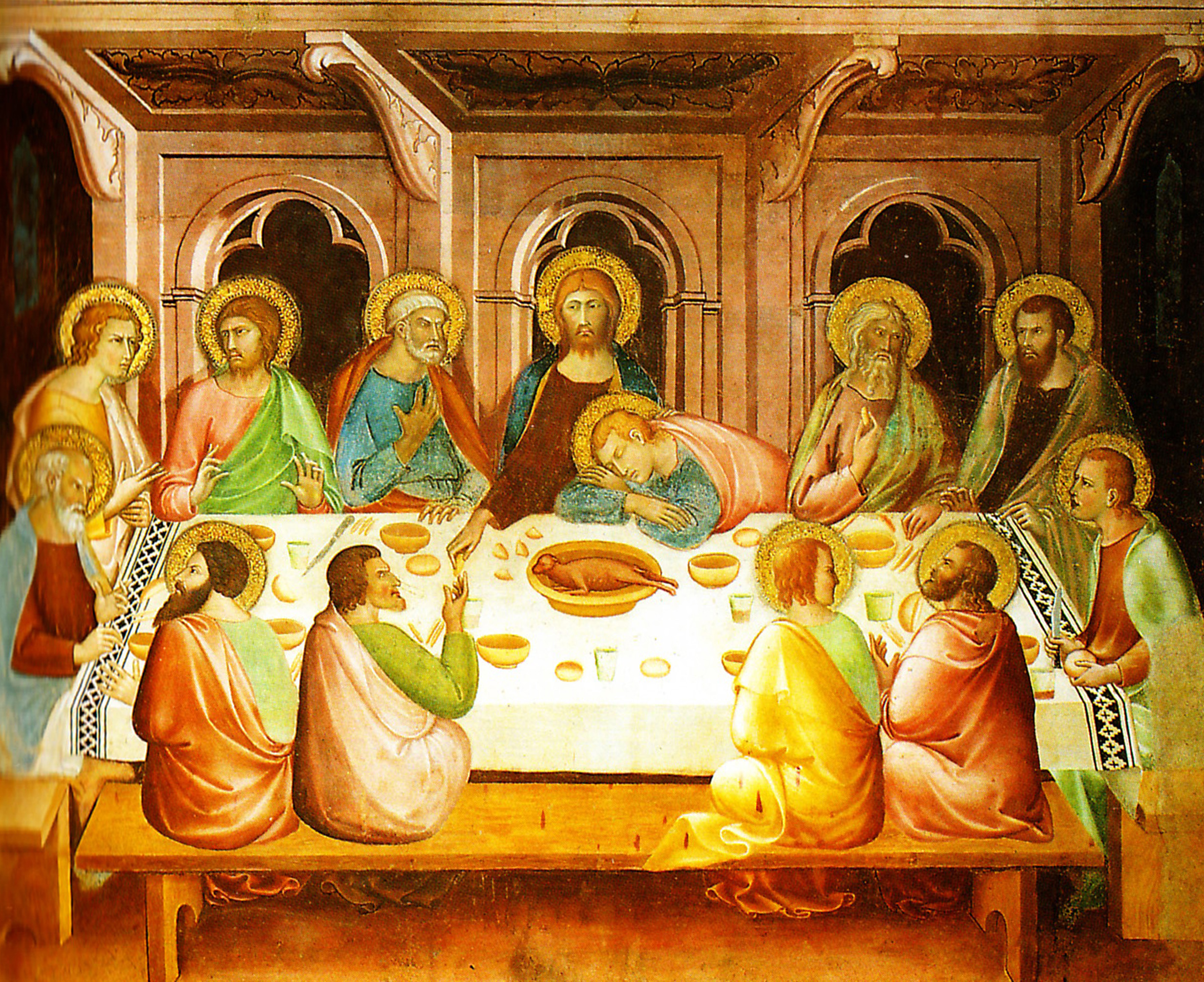
Ultima cena
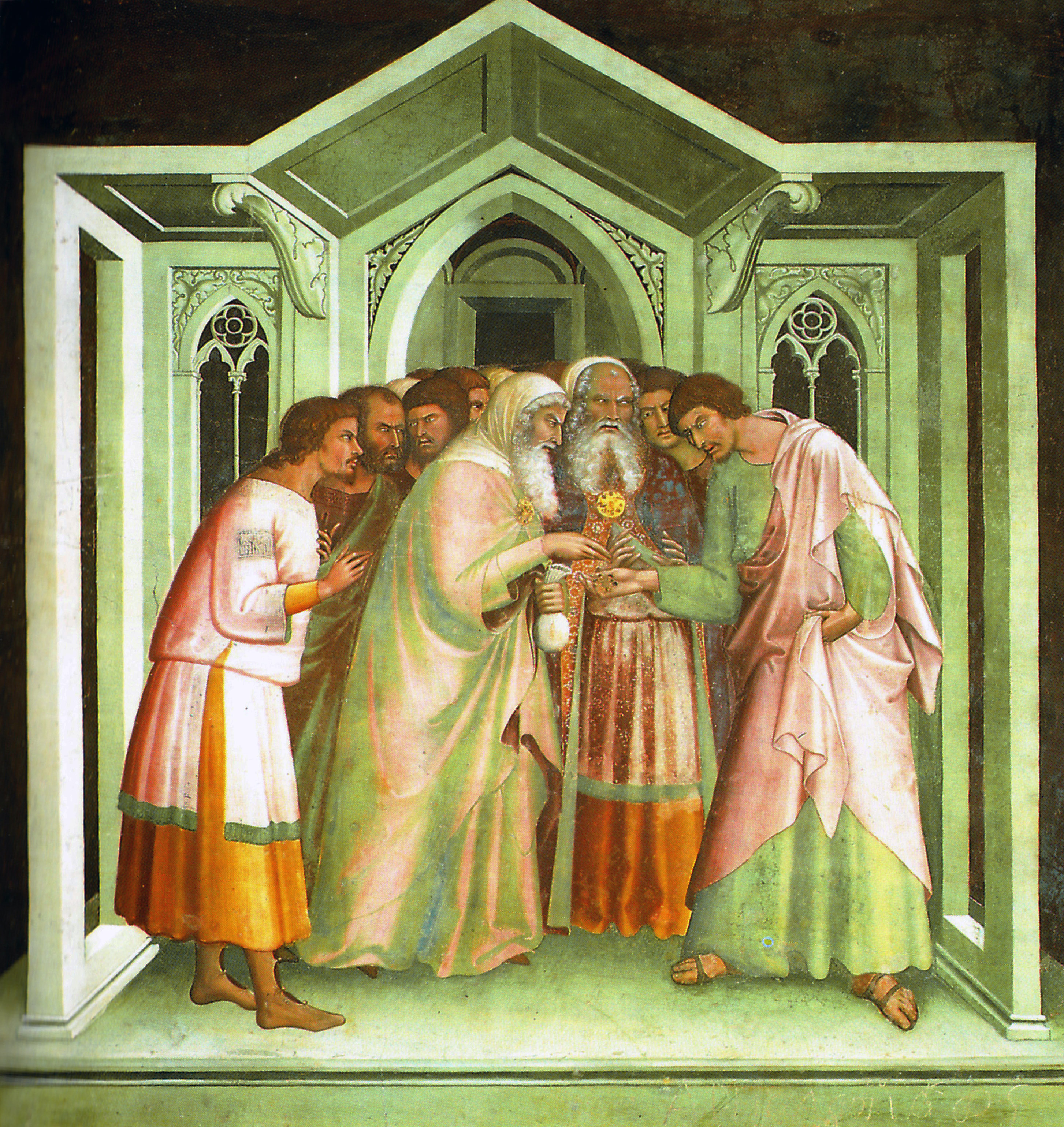
Tradimento di Giuda

### Alla corte papale di Avignone e rientro a Siena
Alcuni sostengono che Lippo seguì il Martini alla corte papale di Avignone e che col fratello Tederico firmò nel 1347 un dipinto perduto per la chiesa dei francescani di quella città. È però più probabile che l'opera fosse stata realizzata a Siena e che venisse in seguito inviata ad Avignone, infatti nel novembre di quello stesso anno Lippo è attestato nella città toscana.
Un'iscrizione mutila ricordata da antiche fonti senesi riportava la data 1450 nell'affresco con Madonna, il Bambino, un angelo e i santi Paolo, Pietro, Domenico nel chiostro della chiesa di San Domenico a Siena ed oggi alla Pinacoteca Nazionale della città.
A Siena eseguì diverse altre opere fino alla morte che avvenne nel 1356.

## Lista delle opere

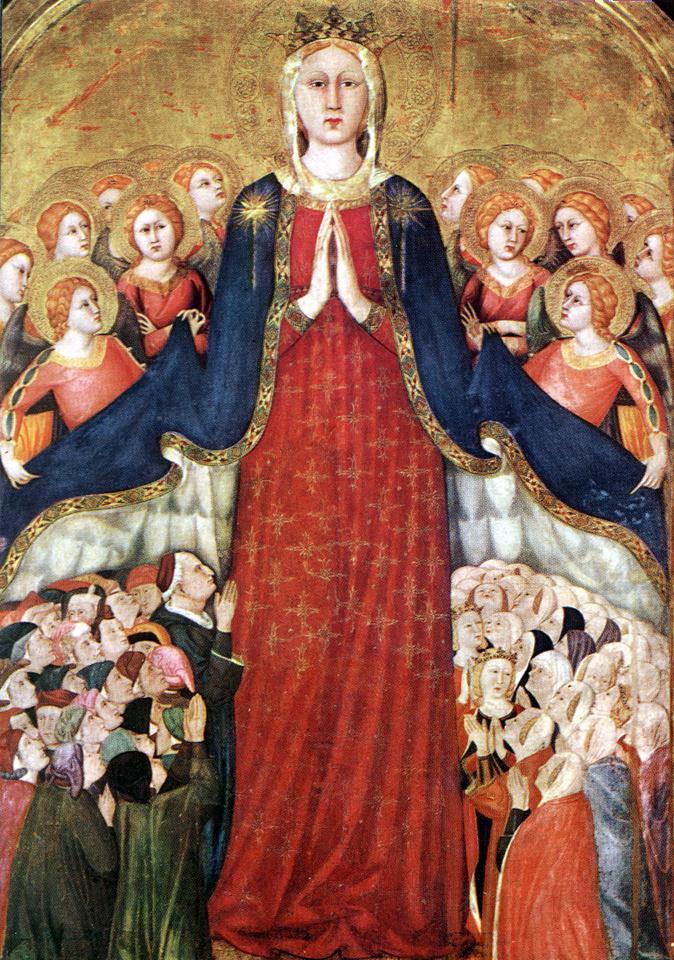
Madonna dei raccomandati, 1320 ca., Orvieto

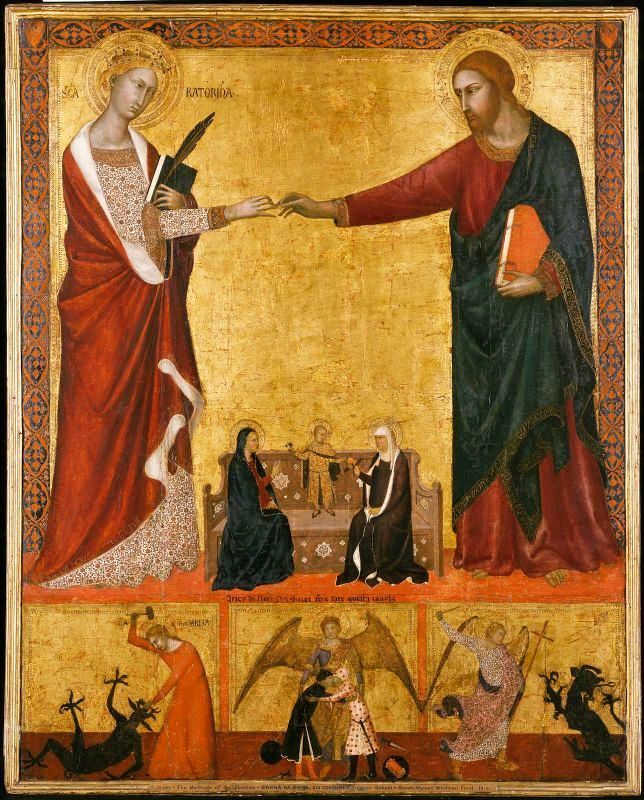
Matrimonio mistico di Santa Caterina di Alessandria con Cristo, circa 1340 - Museum of Fine Arts, Boston.

- Madonna in trono col Bambino; Sante, affreschi, San Gimignano, chiesa di Sant'Agostino
- Madonna con Bambino in trono, san Paolo e un angelo, affresco staccato, 130x308 cm, Siena, Pinacoteca Nazionale (dal chiostro della chiesa di San Domenico)
- Madonna con Bambino in trono, tavola firmata, Altenburg, Lindenau-Museum
- Madonna con Bambino in trono, angeli e santi (Maestà di San Gimignano), affresco firmato (1317), San Gimignano, Palazzo del Popolo, Sala di Dante
- Madonna con Bambino e donatore, 56x24 cm, Washington, National Gallery of Art, inv. 1937.1.11 (dalla collezione Andrew W. Mellon)
- Polittico per la chiesa di San Paolo a Ripa d'Arno
  - scomparto laterale con Santa Maria Maddalena (già una Madonna col Bambino), Avignone, Musée du Petit Palais
- Madonna con Bambino e santi, 34x25 cm, Boston, Isabella Stewart Gardner Museum, inv. P30w8
- Madonna della misericordia, (1320 circa), Orvieto, Duomo, Cappella del Corporale
- Polittico, smembrato, per la chiesa di San Francesco a Colle di Val d'Elsa (1330-1340 circa)
  - scomparto centrale con la Madonna con Bambino, 87x55 cm, Berlino, Gemäldegalerie, Staatliche Museen zu Berlin, inv. 1067
  - scomparto laterale con San Giovanni Evangelista, 105x45 cm, New Haven, Collezione M.F. Griggs
  - scomparto laterale con San Giovanni Battista, 95x46 cm, Washington, National Gallery of Art, inv. 1939.1.291 (K511)
  - scomparti laterali con San Ludovico di Tolosa e San Francesco d'Assisi, 105x44 cm, Siena, Pinacoteca Nazionale, inv. 48-49
  - scomparto laterale con San Pietro, 94x45 cm, Parigi, Musée du Louvre, inv. MI 690
  - scomparto laterale con San Paolo, 96x48 cm, New York, The Metropolitan Museum of Art, inv. 88.3.99
  - pinnacolo con Santa Chiara, 48x20 cm, New York, The Metropolitan Museum of Art, inv. 64.189.2
  - pinnacolo con Santa Maria Maddalena, 47x19 cm, Providence, Rhode Island School of Design, inv. 21.250
  - pinnacolo con Sant'Elisabetta d'Ungheria, 50x22 cm, Milano, Museo Poldi Pezzoli, inv. 3347
  - pinnacolo con Sant'Agnese, 41x19 cm, New York, Frick Collection
- Madonna con Bambino (Madonna del Popolo, 1325-1330 circa), 78x51 cm, Siena, Chiesa di S. Maria dei Servi, cappella del Popolo
- Assunzione (1330-1335), Monaco, Alte Pinakoteke
- Dittico smembrato (firmato e datato 1333)
  - Madonna con Bambino, Berlino, Gemäldegalerie, Staatliche Museen zu Berlin, inv. 1081 A
  - San Giovanni Battista, 44x21 cm, New York, Collezione W.B. Golovin (1965)
- Madonna con Bambino, 50x39 cm, Kansas City, Nelson-Atkins Museum of Art, inv. 61-62 (K1343)
- Cristo Redentore benedicente, Ubicazione sconosciuta, (segnalato a Torino, in collezione privata nel 1987)
- Madonna con Bambino e Cristo Redentore, tavola, 149x57 cm, Siena, Pinacoteca Nazionale, inv. 595 (da Montepulciano, Conservatorio Femminile di San Bernardo)
- Madonna con Bambino (Madonna dell'Umiltà), 33x24 cm, Berlino, Gemäldegalerie, Staatliche Museen zu Berlin, inv. 1072
- Madonna con Bambino in trono e donatore, 78x51 cm, (1325-1330 circa), Asciano, Museo di palazzo Corboli (prov. dalla chiesa di San Francesco)
- Polittico con Madonna col Bambino tra i Santi Giovanni Evangelista, Mattia e donatore, Stefano e Tommaso (nelle cuspidi Cristo Benedicente tra San Paolo, Isaia e un profeta), dalla Chiesa di San Niccolò (Casciana Alta), là giunto dal Duomo di Pisa, dagli anni '90 del XX secolo al Museo Nazionale di San Matteo, Pisa;
- Polittico dei Santi in faldistorio
  - San Giovanni Battista, Altenburg, Lindenau-Museum
  - San Pietro, Palermo, Collezione Chiaramonte Bordonaro, inv. 83
  - San Paolo, Palermo, Collezione Chiaramonte Bordonaro, inv. 87
  - San Giacomo Minore o Sant'Andrea in faldistorio (1325-1329), Pisa, Museo Nazionale di San Matteo, inv. 708
- Dittico smembrato (1330-1340 circa)
  - Crocifissione di Cristo, 60x29 cm, Wiesbaden, Parigi, Louvre (già nella collezione O. Henkell)
  - Madonna con Bambino, angeli e i santi Giovanni Battista e Francesco d'Assisi, 67x33 cm, New York, The Metropolitan Museum of Art, inv. 43.98.6 (dalla collezione Maitland F. Griggs)
- pinnacolo di un polittico con Sant'Antonio di Padova, 41x19 cm, New York, Frick Collection
- Apoteosi di san Tommaso d'Aquino, Pisa, Convento di Santa Caterina
- Storie del Nuovo Testamento, (1338-1345 circa), San Gimignano, Collegiata:
  - Annunciazione, lunetta affrescata, prima campata
  - Natività di Cristo, lunetta affrescata, seconda campata
  - Adorazione dei Magi, lunetta affrescata, terza campata
  - Presentazione al Tempio di Gesù, lunetta affrescata, quarta campata
  - Strage degli Innocenti, lunetta affrescata, quinta campata
  - Fuga in Egitto, lunetta affrescata, sesta campata
  - Disputa al Tempio, affresco, secondo registro, quarta campata
  - Battesimo di Gesù, affresco, secondo registro, quarta campata
  - Vocazione di Pietro e Andrea, affresco, secondo registro, terza campata
  - Nozze di Cana (parzialmente lacunosa), affresco, secondo registro, terza campata
  - Trasfigurazione, affresco, secondo registro, seconda campata
  - Resurrezione di Lazzaro, affresco, secondo registro, seconda campata
  - Entrata in Gerusalemme, affresco, secondo registro, prima campata
  - Gesù accolto dalla folla, affresco, secondo registro, prima campata (i due riquadri, con un escamotage tecnico, rappresentano un unico episodio, dilatato nelle dimensioni di una campata)
  - Ultima Cena, affresco, terzo registro, prima campata
  - Tradimento di Giuda, affresco, terzo registro, prima campata
  - Preghiera del Getsemani, affresco, terzo registro, seconda campata
  - Bacio di Giuda, affresco, terzo registro, seconda campata
  - Gesù davanti a Caifa, affresco, terzo registro, terza campata
  - Flagellazione, affresco, terzo registro, terza campata
  - Incoronazione di spine, affresco, terzo registro, quarta campata
  - Andata al Calvario, affresco, terzo registro, quarta campata
  - Crocefissione, affresco di dimensioni maggiori, occupa il secondo e il terzo registro di tutta la quinta campata
  - Deposizione, affresco (ampiamente lacunoso), secondo registro, sesta campata
  - Discesa nel Limbo, affresco (lacunoso), secondo registro, sesta campata
  - Resurrezione, affresco, terzo registro, sesta campata
  - Pentecoste, affresco, terzo registro, sesta campata